# Ptilopachus nahani
La pernice di Nahan o francolino di Nahan (Ptilopachus nahani Dubois, 1905) è una pernice africana del genere Ptilopachus, anche se il posizionamento sistematico è molto controverso, questa specie è, infatti, inserita spesso nella famiglia dei Phasianidae e nei generi Francolinus o Pternistis, tuttavia esistono prove genetiche che legano la pernice di Nahan alla pernice delle rocce, l'altro componente del genere Ptilopachus.
La pernice di Nahan è grande circa 25 cm, la schiena è di colore marrone scuro con poche macchie bianche, la pancia, il petto e il capo sono, invece, di colore nero con grandi macchie bianche. Il contorno degli occhi è rosso.
Questa specie abita la parte bassa della foresta pluviale della Repubblica Democratica del Congo nordoccidentale e dell'Uganda occidentale. La perdita dell'habitat e la caccia rappresentano le principali cause della scomparsa di questo uccello..